# Soredemo Machi wa Mawatteiru
Soredemo Machi wa Mawatteiru (jap. それでも町は廻っている, dt. „Die Stadt dreht sich immer noch“) ist eine Mangareihe, die vom japanischen Autoren Masakazu Ishiguro geschrieben und gezeichnet wird. Seit 2005 wird der noch immer fortgesetzte Manga im Magazin Young King OURs publiziert, das von Shōnen Gahōsha herausgegeben wird. Im Mittelpunkt der Handlung steht die sehr dumm wirkende Schülerin Hotori Arashiyama, die versucht als Maid in einem Cosplay-Restaurant zu arbeiten, wobei sie sich stets selbst das Leben schwer macht.
Im Jahr 2010 wurde der Manga vom Animationsstudio Shaft als Anime-Fernsehserie adaptiert, die unter der Regie von Akiyuki Shimbō entstand.

## Handlung
Hotori Arashiyama (嵐山 歩鳥, Arashiyama Hotori) ist eine fast gewöhnliche Schülerin. Jedoch stellt sie sich häufig sehr dumm an und ist mit ihren Gedankengängen in einer ganz anderen Welt, weshalb es ihr auch an Motivation fehlt, in der Schule einfachste Dinge zu lernen, und schon als ewige Schülerin abgestempelt wird, die nie ihren Abschluss schafft. Zu Hause steht sie derweil unter mächtigem Stress, da sie von ihren jüngeren Geschwistern immer als Schuldige hingestellt wird. So arbeitet sie heimlich nebenbei in einem Maid Café, das aber seiner Bezeichnung eigentlich nicht gerecht wird. Besitzerin des Cafés ist die alte Frau Uki Isohata (磯端 ウキ, Isohata Uki), die wie Arashiyama überhaupt keine Vorstellung hat, wie ein solches Café zu führen ist. Allein schon die Lage in einer verlassenen Straße ist dabei äußerst ungünstig. Einzig echter Gast ist der gute und hoch angesehene Schüler Hiroyuki Sanada (真田 広章, Sanada Hiroyuki), der sich auf den ersten Blick in Arashiyama verliebt.
Als Arashiyama dieses Geheimnis in der Schule ihren besten Freundinnen Toshiko Tatsuno (辰野 俊子, Tatsuno Toshiko) und Harue Haribara (針原 春江, Haribara Harue) offenbart, wollen diese sie unbedingt besuchen. Dabei machen sie die Feststellung, dass das Café in keiner Weise ihren Vorstellungen entspricht. So wollen es beide schon aufgeben. Toshiko erfährt jedoch im Gespräch, das Hiroyuki Stammgast ist, in den sie ihrerseits unsterblich verliebt ist. Dies bringt sie dazu, sich ebenfalls als Maid einstellen zu lassen. Doch ist das Geheimnis schon lange keines mehr, denn der Mathematiklehrer Natsuhiko Moriaki (森秋 夏彦, Moriaki Natsuhiko) hat ebenfalls davon erfahren und möchte die nicht angemeldete Nebenbeschäftigung unterbinden. Er stellt ihnen nach und sieht sich insbesondere mit der unlogisch denkenden Arashiyama konfrontiert, da für ihn Logik das einzig Wahre im Leben ist. So entsteht automatisch für ihn ein Konflikt, der ihn immer wieder an den Rand der Verzweiflung bringt, zumal Arashiyama auch noch davon ausgeht, dass er sich in sie verliebt hätte.
Letztlich endet alles in einem Chaos, in das auch die stark überbissige Harue und die jüngere, aber an sich normale Schülerin Futaba Kon (紺 双葉, Kon Futaba) mit hineingezogen werden.

## Entstehung und Veröffentlichungen
Der von Künstler Masakazu Ishiguro geschriebene Manga Soredemo Machi wa Mawatteiru erscheint seit Mai 2005 im Monatsmagazin Young King OURs, das von Shōnen Gahōsha herausgegeben wird. Beginnend ab dem 27. Januar 2006 erschienen gebundene Zusammenfassungen der Kapitel als Tankōbon. Bisher (Stand: 6. November 2010) sind davon 7 Ausgaben veröffentlicht worden.
- Bd. 1: ISBN 4-7859-2604-X, 27. Januar 2006
- Bd. 2: ISBN 4-7859-2707-0, 1. Dezember 2006
- Bd. 3: ISBN 978-4-7859-2827-8, 1. September 2007
- Bd. 4: ISBN 978-4-7859-2926-8, 1. Mai 2008
- Bd. 5: ISBN 978-4-7859-3086-8, 26. Dezember 2008
- Bd. 6: ISBN 978-4-7859-3256-5, 30. Oktober 2009
- Bd. 7: ISBN 978-4-7859-3376-0, 30. April 2010

## Anime
Im Jahr 2010 adaptierte das japanische Animationsstudio Shaft den Manga als gleichnamige Fernsehserie. Regie führte dabei Akiyuki Shimbō. Die Leitung der Animation übernahm Hisaharu Iijima, während Hiroki Yamamura auf Grundlage des Mangas das Charakterdesign entwarf.
Erstmals ausgestrahlt wurde die Serie beginnend in der Nacht des 8. Oktober 2010 (und damit am vorherigen Fernsehtag) auf dem Sender TBS. Einige Tage bis Wochen später begann die Ausstrahlung ebenfalls auf den Sendern Sun TV, Kumamoto Broadcasting, Chubu-Nippon Broadcasting und BS-i.

### Synchronisation
| Rolle             | Japanischer Sprecher (Seiyū) |
| ----------------- | ---------------------------- |
| Hotori Arashiyama | Chiaki Omigawa               |
| Toshiko Tatsuno   | Aoi Yūki                     |
| Hiroyuki Sanada   | Miyu Irino                   |
| Uki Isohata       | Takahiro Sakurai             |
| Futaba Kon        | Rieka Yazawa                 |
| Harue Haribara    | Ryōko Shiraishi              |
| Natsuhiko Moriaki | Tomokazu Sugita              |

### Musik
Im Vorspann der Serie wurde der Titel DOWN TOWN von Maaya Sakamoto verwendet. Die vollständige Fassung des Titels erschien am 20. Oktober 2010 auf der Single Down Town/Yasashisa ni Tsutsumareta Nara (DOWN TOWN／やさしさに包まれたなら), die ebenfalls den Titelsong der OVA Tamayura enthielt. In der Woche vom 18. bis 24. Oktober 2010 erreichte sie in den japanischen Single-Charts den 5. Platz. Dies lag hauptsächlich daran, das in dieser Woche keine Singles von bekannten Gruppen veröffentlicht wurden. So befanden sich neben ihr auch noch drei weitere „Anime“-Singles in den japanischen Top-10.
Der Abspann war mit dem Titel Maids Sanjō! (メイズ参上！) unterlegt der von Maids interpretiert wurde. Mit Maids wurden dabei die Seiyū der vier weiblichen, jungen Hauptcharaktere bezeichnet. Als gleichnamige Single soll der Titel am 24. November 2010 auf CD erscheinen.

## Rezeption
2018 wurde das Werk für den 22. Osamu-Tezuka-Kulturpreis nominiert.